# Quirinus van Tegernsee

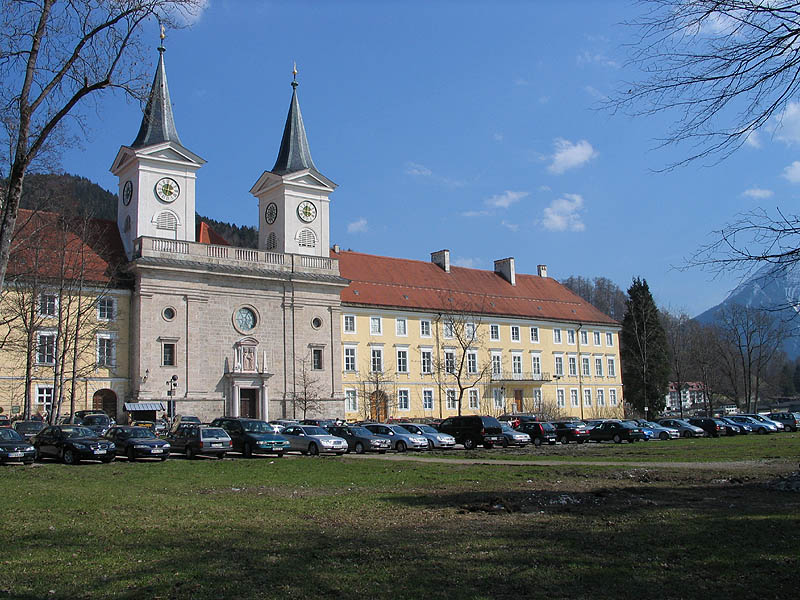
Abdijkerk HH. Benedictus en Quirinus in Tegernsee

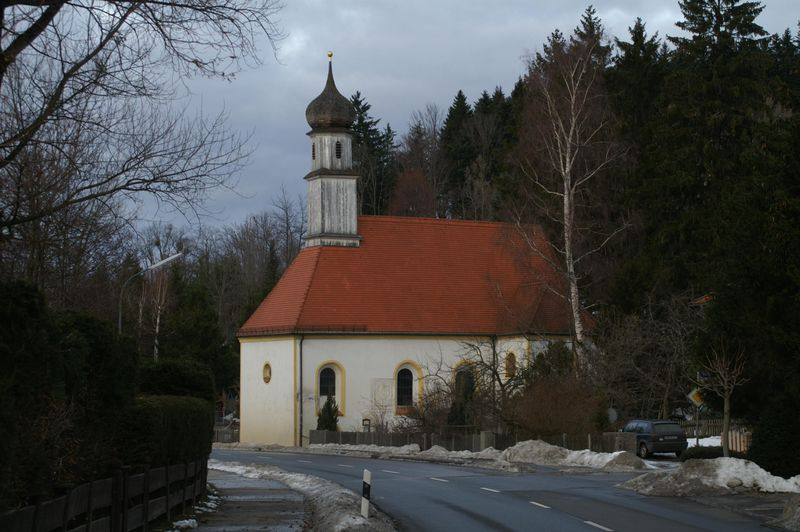
H. Quirinus-kapel in Sankt Quirin aan het Tegernmeer

Quirinus van Rome ook Quirinus van Tegernsee, († Rome, 269) was een christelijke martelaar.
Quirinus werd tijdens de christenvervolgingen onder Claudius Gothicus gevangengezet en in Rome onthoofd. Zijn lijk werd in de Tiber geworpen. Volgens de legende spoelde het overblijfsel van Quirinus op het Tibereiland aan en werd gevonden door Perzische pelgrims. Deze zetten het lichaam 25 maart in de Pontianus-catacombe bij. 
Het gebeente van Quirinus werd in de 8e eeuw op instigatie van Beierse edelen van Rome overgebracht naar Tegernsee in Beieren. Althans verhaalt een diploma uit 979 over de translatie, die plaatsvond tijdens "koning Pepijn en paus Zacharias" op 18 mei 746. De edelen waren de Agilolfingense broers Oatkar en Adalbert, die aan het hof van Pepijn leefden. Onderzoekers opperen, dat het lichaam van Quirinus rond 761 vanuit de catacomben door paus Paulus I werden overgebracht naar de Salvatorkerk in Tegernsee en later (het translatiefeest teruggaand op 16 juni 804) van de Salvatorkerk naar het hoogaltaar in de Petruskerk van het toen gestichte Benedictijnse klooster Tegernsee.
In de loop van de tijd kwamen verschillende legendarische aandikkingen over Quirinus in omloop. Metellus van Tegernsee en Heinrich van Tegernsee schreven in de tweede helft van de 12e eeuw hun zogenoemde "Quirinalia", hagiografische vitae en de stichtingslegende van de abdij Tegernsee. Zo zou Quirinus de tweede zoon van keizer Philippus de Arabier geweest zijn (datzelfde werd ook beweerd van Quirinus van Sisak). De afbeeldingen van Quirinus in de kunst met appel en scepter zijn op deze legende gebaseerd. In de gestichte abdij Tegernsee werd vlijtig geschreven aan de levensloop van Quirinus, zo werd de kloosterstichting soms aan hem toegeschreven. Aan het Tegernmeer werd een bron aangetroffen, waar de plaats St. Quirin ontstond. Op een andere plek werd een heilzame substantie tegen koorts en uitslag ontdekt; de olieachtige substantie bevat onder meer aardolie.
Het feest van Sint-Quirinus wordt steeds op 25 maart gevierd. Het translatiefeest vindt plaats op 16 juni.

## Trivia
- Ook Quirinus van Neuss wordt als Quirinus van Rome aangeduid.